# Teucrium bracteatum
Teucrium bracteatum là một loài thực vật có hoa trong họ Hoa môi. Loài này được Desf. miêu tả khoa học đầu tiên năm 1798.